# Oligopogon palestinensis
Oligopogon palestinensis är en tvåvingeart som beskrevs av Oskar Theodor 1980. Oligopogon palestinensis ingår i släktet Oligopogon och familjen rovflugor.
Artens utbredningsområde är Israel. Inga underarter finns listade i Catalogue of Life.